# Lucas Liascovich
Lucas Agustín Liascovich es un ajedrecista argentino, nacido el 3 de junio de 1984 en Buenos Aires, poseedor del título de Maestro Internacional y de un rating FIDE de 2483 puntos de Elo (mayo de 2015). 
En junio de 2002 se coronó campeón Panamericano sub-18, en Villa Giardino, provincia de Córdoba, lo que le otorgó automáticamente su primera norma de Maestro Internacional.
Entre sus actuaciones más destacadas figura su cuarto puesto en el Magistral Copa Mercosur en donde logró un importante empate ante el programa de ordenador ZAP!Chess y se clasificó como el mejor argentino del certamen.
En octubre de 2014 ganó el Campeonato Metropolitano Superior, disputado en el Club Atlético River Plate, con 5,5 puntos sobre 7 posibles.